# ウエックス
株式会社ウエックス（英称：WEX Co.,Ltd.）は、かつて、清涼飲料水のメーカー、ならびに、自動販売機の設置管理運営を行っていた企業である。2018年にFVジャパン株式会社へ吸収合併された。
2010年にウエックスより分社し、2015年にFVイーストジャパン株式会社へ吸収合併された株式会社 ウエックス東京についても本項で扱う。

## 概要
様々なメーカーの商品を取り扱える独立した会社として創業し、他社ブランドの自動販売機を展開するとともに、安売りプライベートブランド自動販売機『TWO DOWN（ツー・ダウン）』やオートマチックカフェ『DRINK STATION（ドリンク・ステーション）』などを展開していた。
主に関西圏を地盤とし、兵庫県、京都府内にも設置を拡大。『TWO DOWN』では80円から100円程度の低価格（中には50円の飲料もある）で他メーカーに引けをとらない商品を提供している点が消費者に受け入れられていた。
なお、コカ・コーラウエスト株式会社の完全子会社であったが取引上の関係は薄かった。FVジャパンへの吸収合併後も旧：ウエックスのサービスは継続される。

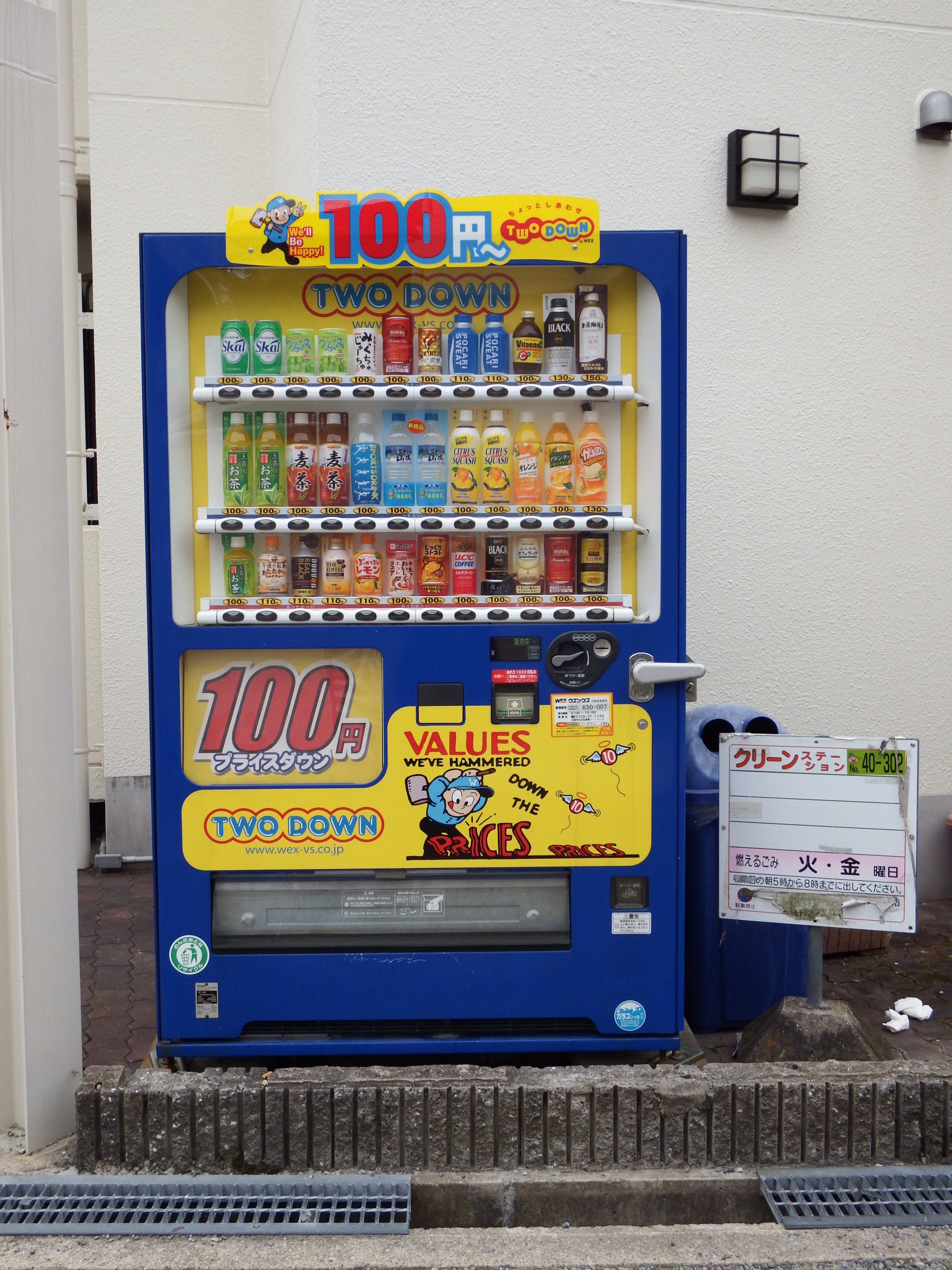
TWO DOWNの自販機
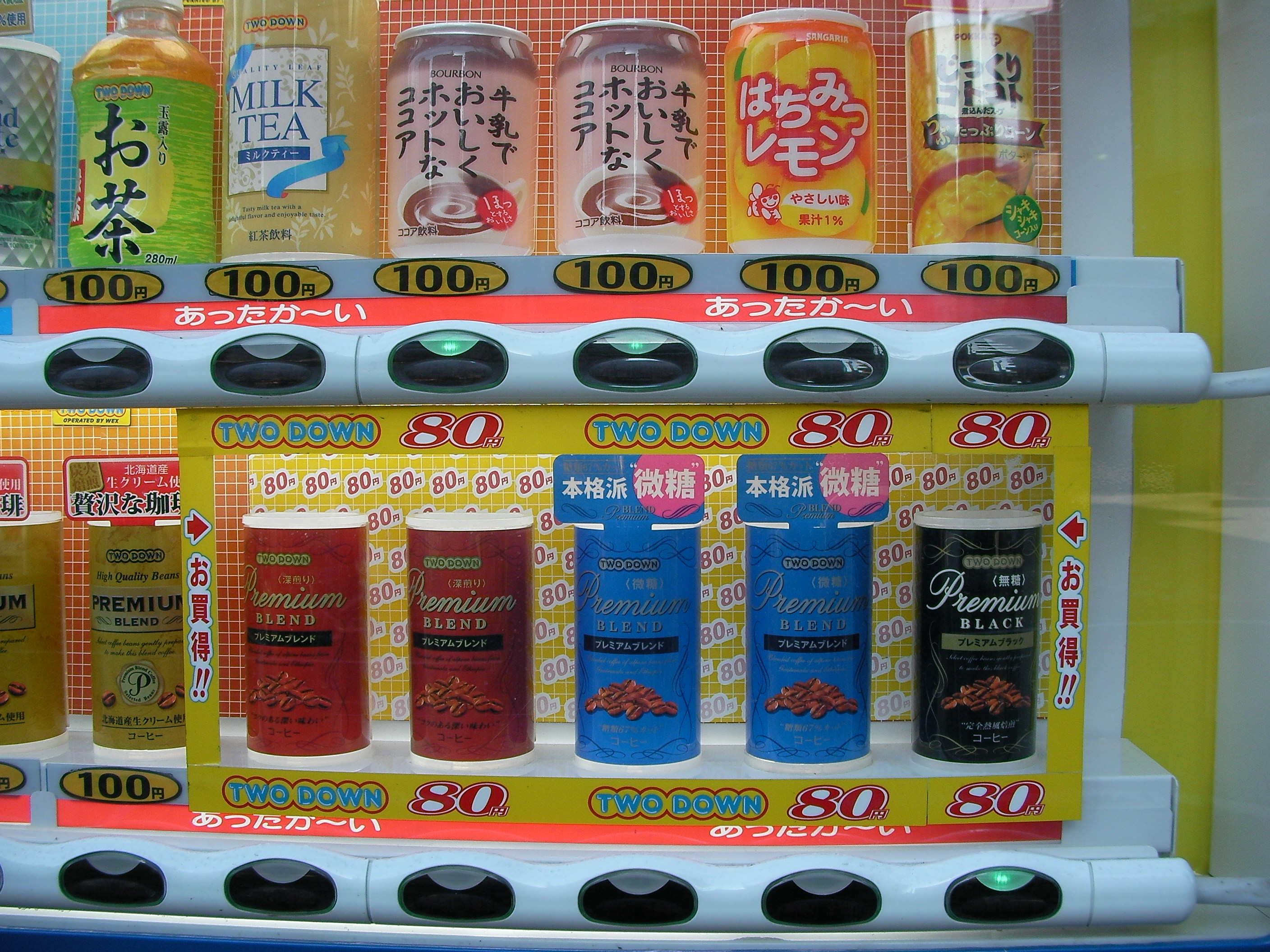
TWO DOWNのPB商品

### 事業所
- 本社 - 大阪府大阪市大正区泉尾7丁目15-3
- 営業所
  - 大阪西営業所・営業開発課 - 本社
  - 大阪東営業所 - 大阪府東大阪市長田西5丁目1-25

## ウエックス東京
株式会社ウエックス東京（英称：WEX TOKYO Co.,Ltd.）は、かつて東京都江戸川区に本社を置いていた、清涼飲料水のメーカー、ならびに、自動販売機の設置管理運営を行っていた企業である。
FVイーストジャパンへの合併直前には、『TWO DOWN』のみ展開されていた。

### 事業所
- 東京営業所 - 東京都江戸川区南葛西1丁目1-9

## 沿革
- 1981年8月 - 大阪市西区で創業。
- 1983年8月 - 株式会社 関西ベンディングとして法人登記。
- 1984年8月 - 社名を株式会社 カンサイベンディングに変更。
- 1991年6月 - 大阪市北区に大阪北営業所を開設。
- 1995年9月 - 東京都港区に品川営業所を開設。
- 1996年4月 - 大阪市城東区に大阪北営業所を移転し、大阪東営業所に改称。
- 1996年11月 - 『DRINK STATION』1号店を大阪市北区に開店。
- 1999年5月 - 大阪市大正区に新社屋を建設し、ここに本社（大阪西営業所）を移転、社名を現在の株式会社 ウエックスに変更。
- 2000年10月 - 『TWO DOWN』事業開始。
- 2005年9月 - 大阪東営業所を東大阪市長田西に移転。
- 2006年3月 - 東京地区で『TWO DOWN』事業開始。
- 2006年11月 - 東京都江戸川区に品川営業所を移転し、東京営業所に改称。
- 2010年2月 - 東京営業所を分社し、株式会社 ウエックス東京を設立。
- 2015年4月 - 株式会社ウエックス東京がFVイーストジャパン株式会社へ吸収合併され、ウエックス東京は解散。
- 2018年1月 - 株式会社ウエックスがFVイーストジャパン株式会社から商号変更されたFVジャパン株式会社へ吸収合併され、ウエックスは解散[1]。